# À pied d’œuvre
À pied d’œuvre (dt.: „An der Arbeit“, internationaler Titel At Work) ist ein französischer Spielfilm von Valérie Donzelli aus dem Jahr 2025. Die Tragikomödie basiert auf dem gleichnamigen Roman von Franck Courtès. Die Hauptrolle übernahm Bastien Bouillon. Die Uraufführung des Films findet Ende August 2025 im Rahmen der Internationalen Filmfestspiele von Venedig statt. Der reguläre Kinostart in Frankreich ist für Januar 2026 geplant.

## Handlung
Ein Fotograf beendet seine erfolgreiche Karriere, um sich stattdessen der Schriftstellerei zu widmen. Der Berufswechsel lässt ihn in die Armut abgleiten.

## Entstehungsgeschichte

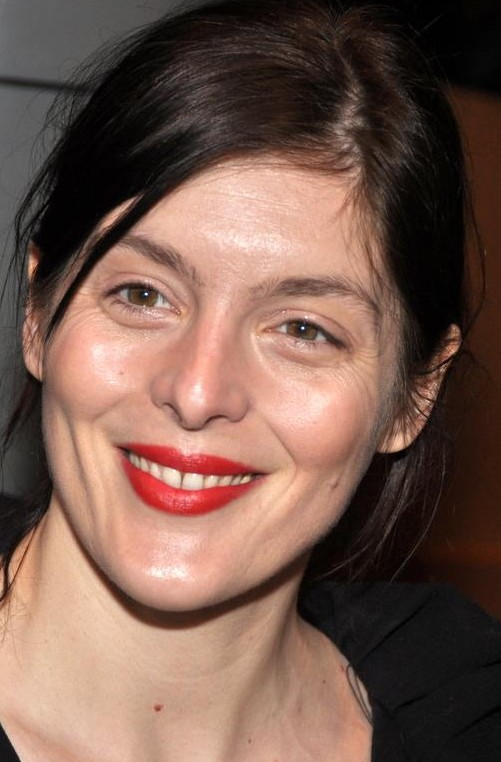
Regisseurin Valérie Donzelli (2013)

À pied d’œuvre ist der siebte Spielfilm der französischen Regisseurin Valérie Donzelli. Das Drehbuch verfasste sie gemeinsam mit ihrem langjährigen Autorenkollegen Gilles Marchand. Es basiert auf dem gleichnamigen preisgekrönten Roman von Franck Courtès, der im Jahr 2023 im Verlag Gallimard erschien. Der prominente Fotograf aus Paris, Vater zweier Kinder, hatte nach einer Midlife-Crisis im Alter von 50 Jahren seinen Beruf aufgegeben und sich als Schriftsteller versucht. Courtès ließ sein luxuriöses Leben hinter sich und zog zurück zu seiner Mutter. In der folgenden Zeit fielen Bistrobesuche oder Einkäufe beim Metzger aus und stattdessen ernährte sich Courtès kostengünstig von Sardinen, Eiern oder Kartoffeln. Auch meldete er sich bei einer Online-Plattform an, um sich für geringbezahlte, unterschiedlich schwere Jobs zu verpflichten. Regisseurin Donzelli habe eigenen Angaben zufolge Courtès’ Buch „sehr bewegt“. Mit ihrem Film wollte sie die „Ehrlichkeit seiner Reise, ihrer Einfachheit und Disziplin treu bleiben“. À pied d’œuvre hinterfrage letztendlich „den Wert“, den wir einem Leben beimessen, das von einer stillen, unspektakulären, aber unaufhaltsamen Leidenschaft angetrieben wird: dem Bedürfnis, etwas zu schaffen, egal was kommt.

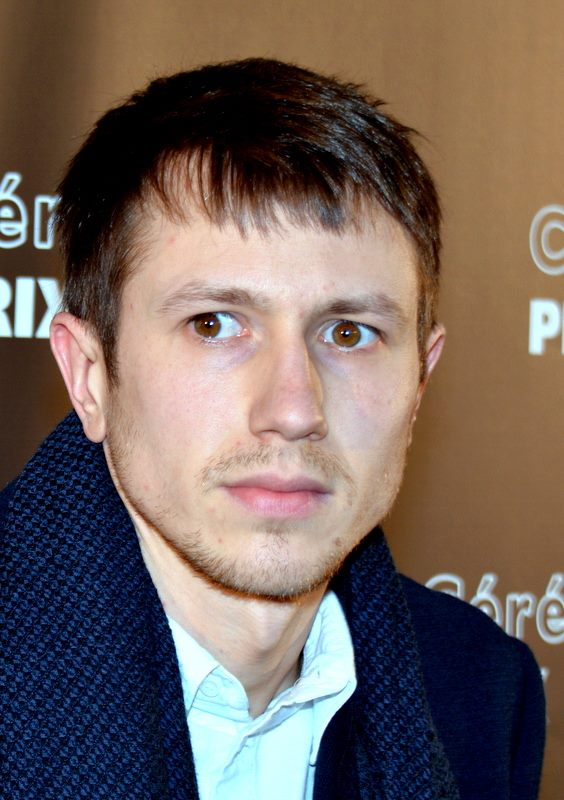
Hauptdarsteller Bastien Bouillon (2015)

Die Hauptrolle erhielt der bekannte französische Film- und Theaterschauspieler Bastien Bouillon. Donzelli hatte die Romanfigur als „aufrichtig, sanft und entschlossen“ empfunden. Sie befand die Verpflichtung Bouillons als folgerichtig, da er eine „ruhige Stärke und zurückhaltende Präsenz“ ausstrahle. An seiner Seite sind Virginie Ledoyen, Marie Rivière und André Marcon zu sehen. Ledoyen hatte mit der Regisseurin bereits an den Spielfilmen Notre Dame – Die Liebe ist eine Baustelle (2019) und L’amour et les forêts (2023) sowie der Serie Nona und ihre Töchter (2021) zusammengearbeitet.
Die Dreharbeiten begannen ab Mitte Februar 2025. Sechs Wochen lang sollte in Paris und Umgebung gedreht werden.
Produziert wurde À pied d’œuvre von Alain Goldman für das Unternehmen Pitchipoï Productions. Koproduzent war France 2 Cinéma. Finanziell unterstützt wurde das Projekt auch von der französischen Filmförderungsbehörde CNC. Der Bezahlsender Canal+ und der Streaminganbieter Disney+ sicherten sich Vorverkaufsrechte.

## Veröffentlichung
Die Weltpremiere von À pied d’œuvre findet am 29. August 2025 im Rahmen des 82. Internationalen Filmfestivals von Venedig statt. Der Beitrag, auch unter seinem englischsprachigen Titel At Work bekannt, wurde in den Hauptwettbewerb aufgenommen.
Der reguläre Kinostart in Frankreich ist für den 21. Januar 2026 vorgesehen. Der Film wird von Diaphana Distribution verliehen. Um die internationalen Verleihrechte kümmert sich die Firma Kinology.

## Auszeichnungen
Valérie Donzelli wurde mit À pied d’œuvre in den Wettbewerb um den Goldenen Löwen der Filmfestspiele von Venedig eingeladen.